# Stångby kyrka

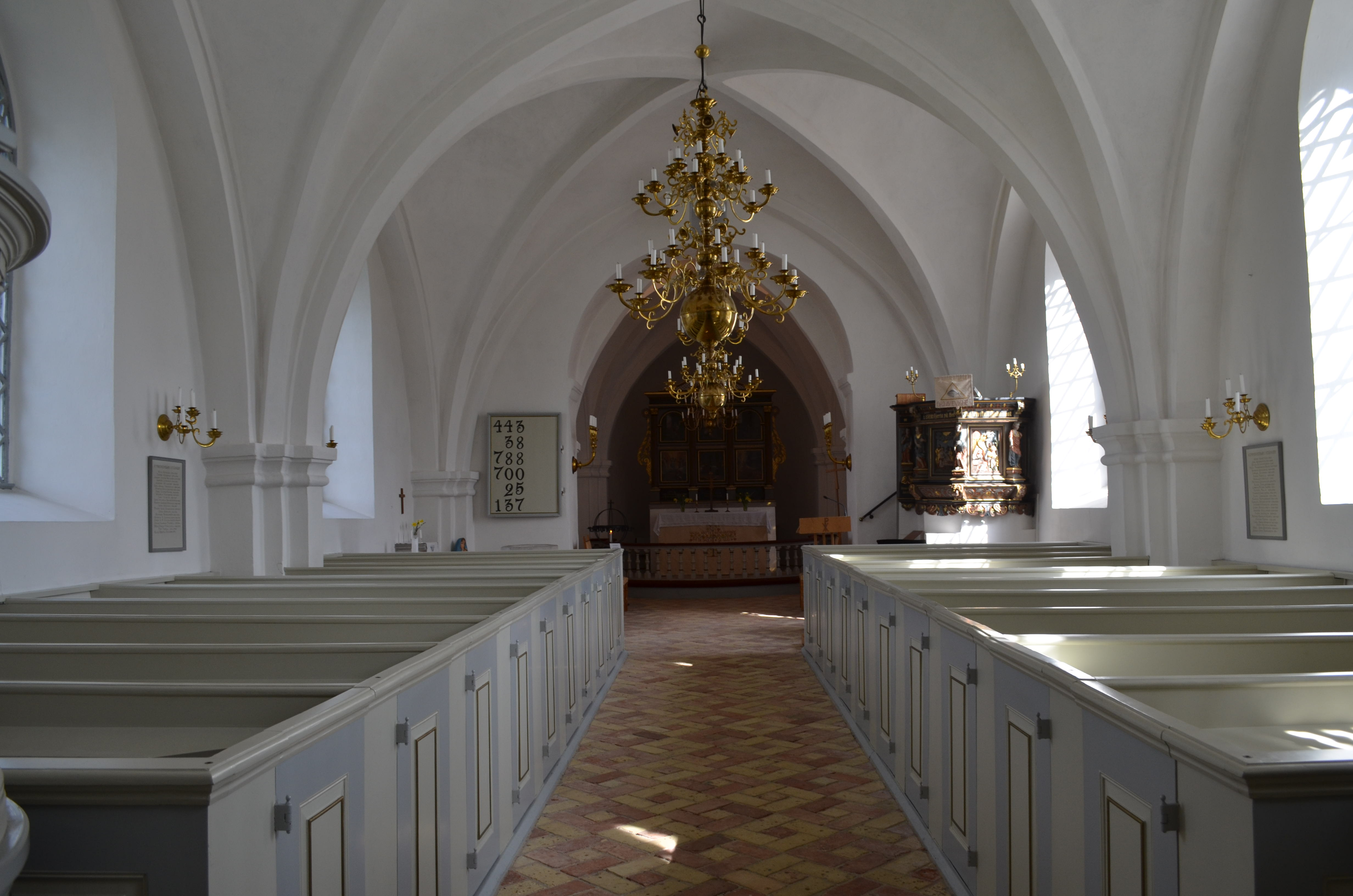
Stångby kyrkas kykosal

Stångby kyrka är en kyrka i Stångby kyrkby någon mil nordväst om Lund. Den är församlingskyrka i Torns församling i Lunds stift.

## Kyrkobyggnaden
Kyrkan härstammar från 1100-talet och består av halvrund absid, kor, långhus och kyrktorn. Murarna är helt täckta av vit puts. På norra långhussidan har rester efter en romansk sandstensportal och en romansk fönsteromfattning tagits fram och synliggjorts. På södra långsidan har på samma sätt en romansk fönsteröppning markerats. 
Kyrkan byggdes om på 1800-talet under ledning av CG Brunius då ett vapenhus revs. Kyrkan totalrenoverade 1869-70 då bland annat tornet byggdes och långhuset förlängdes.
Kyrkan har under 2006 genomgått en renovering av takstolar och yttertak samt målats om. 

### De äldre beskrivningarna
Året 1830
Den 26 juli 1830 besiktigades kyrkan och man konstaterade då att:
| ” | Kyrkans byggnadstid är obekant. Deraf att kyrkan är både bred och hög i jemförelse med dess längd, samt, oaktadt, folkmängdens förökande, tillräckligen rymlig, torde man kunna sluta, att han ej är särdeles gammal – Märkligt är, att Tornet blifvit uppfört på östra ändan | „ |

I samma skrivelse omtalas att två kyrkklockor hängde i tornet. Den större klockan hade en inskription som berättade att den första gången var gjuten 1670 av Jehremias Ludvig och sedan blivit omgjuten 1736. Den mindre klockan bar inskription med årtalet MDCIX och namnet på gjutaren, Hans Wolf Endtfeller. Kyrkklockorna hängde i ett torn som var påbyggt koret vilket framgår av en situationsplan på lantmäterikartan av 1768. På planen ses en mindre utbyggnad på norra sidan av koret, troligtvis ett utvändigt trapphus upp till tornet. Tornet har knappast varit medeltida vilket antydes i en kyrkobesiktning 1843 där det omtalas som ett ”svagt klockhus”. 
Året 1843
1843 års byggnadsbeskrivning är mycket detaljerad och visar kyrkan i det skick den hade innan den stora restaureringen på 1860-talet. Den återges därför här i sin helhet:
| ” | Sedan Stångby Församling på allmän sockenstämma beslutat, att i dess kyrka bereda, genom ett nytt fönsters upptagande, mera ljus samt att för detta ändamåls vinnande tillmura nuvarande ingången å södra långsidan samt öppna en ny sådan å vestra gafelmuren, har jag, anmodad att häröfver yttra mig, besigtigat samma kyrka och får i afseende härpå meddela följande: Stångby kyrka är uppförd i rundbågestil med takhvalf i spetsbågstil. Den består af skepp, kor och utsprång. Å södra sidan ligger ett lågt vapenhus. Öfver koret höjer sig ett svagt klockhus med spira. Man har i sednare åren sökt med omsorg underhålla denna prydliga kyrka, och man yrkar med mycket skäl att deri få en bättre belysning. Jag delar församlingens mening, att i stället för södra ingången upptaga en ny fönsteröppning, hvilken bör sättas i noga harmoni med byggnaden. Deremot måste naturligtvis en ny ingång beredas, och den enda tjenliga platsen för en sådan är, såsom äfven Församlingen ansett, i mitten af vestra gafvelmuren och således midtemot gången och altarplatsen. Gamla ingången har sköna anslagsmurar af välarbetad sandsten med --- bågslag deröfver och ett sinnrikt dörrfält. Denna herliga lemning af en ädel byggnadskonst bör icke genom en tillmurning och utbrytning dels undandöljas, dels förstöras; den bör fast hellre med varsamhet nedtagas och till den nya ingångens omfattning begagnas. --- Om den förfallna, vanprydande trappan, som uppleder på hvalfen borttages, kan läktaren bli större samt få en bekvämare uppgång; man kan då ifrån läktaren uppkomma, som vanligt sker, på takhvalfen. | „ |

Brunius besök på 1840-talet
Någon gång mellan 1843 och 1850 besökte Brunius Stångby kyrka. Av hans beskrivning framgår att arbetena 1843 endast inskränkt sig till vapenhusets nedrivande och ytterdörrens förflyttande till västra långhusgaveln. Fortfarande stod kyrkan med sina medeltida murar intakta, upptill avslutade av en rundbågsfris i sandsten. Anmärkningsvärt är att Brunius inte omtalar klocktornet som rimligtvis borde finnas kvar. Detta talar för att denna konstruktion inte varit av varken hög ålder eller speciellt iögonfallande. Brunius omnämner däremot att den gamla västportalen inmurats i en redan befintlig, ursprunglig, men sedermera igenmurad öppning i långhusets västgavel. Detta visar att Stångby kyrka antingen haft eller planerats ha ett romanskt västtorn:
| ” | Stångby kyrka, belägen en half mil ifrån den sistberörda (Lackalänga), nämnes i erkebiskopen Absalons testamente af år 1201. Denna kyrka består af skepp, kor och rundel med skråkantiga socklar och rundbågiga taklister. Omgifningsmurarne äro uppförda af tuktad gråsten med hörnstycken och omfattningar af sandsten. Ett vapenhus å skeppets södra sida blef 1843 nedbrutet och en ny ingång upptagen å skeppets vestra gafelmur, hvarest en stor rundbetäckt öppning påträffades. Det vill synas, som denna öppning, hvars omfattning bestående af huggen sandsten saknade både yttre och inre smygar och anslag, varit ärnad till genomgång för ett blifvande torn. Samma öppning var så stor, att södra ingångens prydliga portal med dithörande dörrfält kunde deri inpassas. På detta sätt blef denna portal, som vid vapenhusets nedtagande utbröts för att i dess ställe anbringa en fönsteröppning, räddad från förstöring. | „ |

### Ombyggnaden 1869-1870
Åren 1869-1870 genomfördes en radikal ombyggnad av Stångby kyrka. Ett torn efter ritningar av J.F. Åbom uppfördes i väster och de nuvarande, stora fönsteröppningarna i långhus och kor tillkom. Långhusmurarna förhöjdes varvid den romanska sandstensfris som tidigare avslutat murarna upptill borttogs. Åboms ritning av kyrkan av år 1869, den äldsta detaljerade återgivningen av kyrkobyggnaden, visar både plan, såväl som sido- och tvärsektioner. På ett ritningsoriginal som numera hänger i kyrkan, har med röd färg angivits de förändringsarbeten som denna renovering innefattade. Med denna färg har angivits långhusmurarna till den västligaste valvtravén i långhuset, tornet samt långhusvalvet i en tvärsnittssektion.
I samband med uppförandet av en ny orgel och frågan om nytt golvs inläggande har Theodor Wåhlin besiktigat kyrkan 1912. Han anger då att det 1869: 
| ” | togs en dörr upp i absidens mur, långhuset förlängdes åt väster, stora spetsbågiga fönster sattes in i långhus och kor, torn i väster. Då västra gaveln revs, störtade det västra långhusvalvet in, men valven återuppfördes med de tidigare som förebild. Den medeltida detaljbehandlingen är förlorad, men inte kyrkans historiska karaktär. | „ |

## Orgel
- 1914 byggde Olof Hammarberg, Göteborg en orgel med 13 stämmor.
- Den nuvarande orgeln byggdes 1969 av A. Mårtenssons Orgelfabrik AB, Lund och är en elektrisk orgel med slejflådor.

| Huvudverk I   | Svällverk II      | Pedal       | Koppel |
| Gedackt 8'    | Spetsgamba 8´     | Subbas 16´  | I/P    |
| Principal 4'  | Rörflöjt 4'       | Koralbas 4´ | II/P   |
| Kvintadena 4' | Principal 2'      |             | II/I   |
| Waldflöjt 2'  | Kvinta 1 1/3'     |             |        |
| Mixtur 3 chor | Crescendosvällare |             |        |